# جيمس مالكوم ماسون
جيمس مالكوم ماسون (بالإنجليزية: James Malcolm Mason)‏ هو طبيب نيوزيلندي، ولد في 22 أغسطس 1864، وتوفي في 9 مايو 1924.